# ۱۰۰۷ (میلادی)
۱۰۰۷ (میلادی) هزار و هفتمین سال تقویم میلادی است.

## رویدادها

### بر اساس مکان
انگلیس
پادشاه اتلرد ناآماده مبلغ ۳۶۰۰۰ پوند نقره (دین‌گلد) به وایکینگ‌های دانمارکی می‌پردازد تا از تهاجمات بیشتر آن‌ها جلوگیری کنند.
ایرلند
کتاب کیلز از کلیسای کیلز به سرقت رفت.

## زادگان
- امریک(Emeric)، شاهزاده مجارستانی و وارث مشترک (تاریخ تقریبی)
- هیو مگنوس (Huges le Grand)، پادشاه مشترک فرانسه (متوفی ۱۰۲۵)
- ابن سیده، زبان‌شناس و فرهنگ نویس اندلسی (متوفی ۱۰۶۶)
- ایزاک یکم، امپراتور بیزانس (تاریخ تقریبی)
- مایتریپادا (Maitripada)، فیلسوف بودایی هندی (متوفی ۱۰۸۵)
- اویانگ شیو (Ouyang Xiu)، مورخ و شاعر چینی (متوفی ۱۰۷۲)
- ولف سوم(Welf III)، دوک کارینتیا(Carinthia) (تاریخ تقریبی)

## درگذشتگان
- ۲۰ مارس – ابورکوا، شاهزاده اموی اندلس
- بدیع الزمان همدانی شاعر پارسی گوی (متولد ۹۶۹)
- گوئو (Guo)، ملکه سلسله سونگ (متولد ۹۷۵)
- حکیم مجریطی، شیمیدان اندلسی
- اوراکا فرناندز (Urraca Fernández)، ملکه گالیسیا